# ただいま。 (映画)
『ただいま。』は、島田大介監督の短編映画。

## 概要
島田大介の初監督映画で、2013年9月28日から10月4日までシアター・イメージフォーラムにて公開された。
また、第23回TAMA CINEMA FORUMの『観る音楽、聴く映画』プログラムにて上映された。
震災や原発というデリケートな問題を抱えてる地域を舞台にしているため、普段制作しているCMやMVや商業制作ではなく自主制作という手段になった。
エンディング曲には、島田と親交が深いRADWIMPSの「ブリキ」を使用。この楽曲は2013年3月11日にRADWIMPSがYouTubeにて発表したもので、島田は映像を提供している。

## キャスト
- スミレ：小松菜奈
- チマト：宇野祥平

## スタッフ
- 監督・脚本：島田大介
- 撮影：藤井昌之
- 照明：田中利夫
- 録音：小林武史
- 助監督：中村ムニエル 三上太朗 鎌谷聡次郎
- 撮影助手：佐藤康祐 古橋長良
- DIT：戸田宣和
- 照明助手：野村直樹 稲垣圭太
- スタイリスト：伊賀大介(band)
- ヘアメイク：高城裕子
- スタイリスト助手：神田百実
- 小道具：佐渡恵理
- 装飾応援：ENZO
- カラーグレーディング：伊藤格
- 整音：井筒康仁
- フォーリー：小湊早紀
- 技術コーディネーター：吉田拓史
- 車両：株式会社コントレイル
- スチール：佐々木里菜
- 制作進行：蝦名あすみ 脇本真光 金山耕平 佐藤亜美
- 製作・配給：株式会社コトリフィルム